# Unione Polisportiva Comunale Tavagnacco 2018-2019
Questa voce raccoglie le informazioni riguardanti l'Associazione Sportiva Dilettantistica Unione Polisportiva Comunale Tavagnacco nelle competizioni ufficiali della stagione 2018-2019.

## Stagione
La stagione 2018-2019 è per il Tavagnacco la diciottesima stagione consecutiva in Serie A e si è aperta con la riconferma dell'allenatore Marco Rossi e con un rinnovamento della rosa, che ha visto, tra le altre, l'addio alle senatrici Paola Brumana, Alessia Tuttino e Michela Martinelli.
Dopo un altalenante inizio di campionato la squadra subisce un grave problema in seguito all'infortunio del portiere Alessia Piazza, arrivata al Tavagnacco durante il calciomercato estivo dalla Pink Sport Time, la quale subisce la rottura del legamento crociato mentre è in ritiro con la nazionale Under-23..

## Divise e sponsor
Per la stagione 2018-2019 la società ha scelto la Evol come sponsor tecnico, con una conseguente variazione delle divise societarie: si confermano i colori societari, giallo e blu, con una prevalenza del giallo sulla divisa casalinga, mentre con una prevalenza del blu sulla divisa da trasferta, mentre nella terza divisa predomina il bianco con bordi blu. Lo sponsor principale si conferma Megavision Optic Store.
| Casa | Trasferta | Terza divisa |

## Organigramma societario
Da sito societario.
Area tecnica
- Allenatore: Marco Rossi
- Preparatore atletico: Alex Modotti
- Preparatore dei portieri: Giovanni Bin
- Massaggiatore: Mario Materassi
- Responsabile staff sanitario: Nicola Imbriani

## Rosa
Rosa e numeri come da sito ufficiale.
| N. |                      | Ruolo | Calciatrice         |
| -- | -------------------- | ----- | ------------------- |
| 1  | Italia (bandiera)    | P     | Alessia Piazza      |
| 2  | Italia (bandiera)    | D     | Laura Perin         |
| 3  | Italia (bandiera)    | C     | Federica Cavicchia  |
| 4  | Finlandia (bandiera) | A     | Heidi Kollanen      |
| 5  | Italia (bandiera)    | D     | Gloria Frizza       |
| 6  | Italia (bandiera)    | D     | Sara Mella          |
| 8  | Italia (bandiera)    | C     | Marta Mascarello    |
| 9  | Italia (bandiera)    | A     | Elisa Polli         |
| 10 | Italia (bandiera)    | A     | Francesca Comacchio |
| 11 | Italia (bandiera)    | C     | Francesca Blasoni   |
| 13 | Italia (bandiera)    | A     | Caterina Ferin      |
| 14 | Italia (bandiera)    | D     | Chiara Cecotti      |
| 15 | Italia (bandiera)    | D     | Giada Tomasi        |
| 16 | Slovenia (bandiera)  | C     | Kaja Eržen          |
| 18 | Italia (bandiera)    | C     | Maria Zuliani       |
| 19 | Italia (bandiera)    | C     | Caterina Fracaros   |
| 20 | Italia (bandiera)    | A     | Sofia Del Stabile   |

| N. |                        | Ruolo | Calciatrice        |
| -- | ---------------------- | ----- | ------------------ |
| 21 | Italia (bandiera)      | C     | Siojli Pugnetti    |
| 22 | Italia (bandiera)      | C     | Emma Errico        |
| 23 | Slovenia (bandiera)    | D     | Maruša Sevšek      |
| 24 | Italia (bandiera)      | D     | Elena Virgili      |
| 25 | Italia (bandiera)      | P     | Alice Bonassi      |
| 26 | Italia (bandiera)      | A     | Chiara Pasqualini  |
| 27 | Italia (bandiera)      | C     | Elisa Camporese    |
| 29 | Ghana (bandiera)       | P     | Alima Moro         |
| 32 | Austria (bandiera)     | D     | Nike Winter        |
| 46 | Italia (bandiera)      | A     | Veronica Benedetti |
|    | Stati Uniti (bandiera) | P     | Anna Rosa Buhigas  |
|    | Italia (bandiera)      | D     | Elisa Donda        |
|    | Italia (bandiera)      | D     | Teresa Gallo       |
|    | Italia (bandiera)      | D     | Gaia Iacuzzi       |
|    | Italia (bandiera)      | D     | Francesca Molinaro |
|    | Italia (bandiera)      | C     | Marta Grosso       |
|    | Italia (bandiera)      | C     | Gaia Milan         |
|    | Italia (bandiera)      | C     | Giada Zhou         |

## Calciomercato

### Sessione estiva
| Acquisti | Acquisti           | Acquisti                | Acquisti   |
| R.       | Nome               | da                      | Modalità   |
| -------- | ------------------ | ----------------------- | ---------- |
| P        | Alice Bonassi      | Udinese                 |            |
| P        | Alima Moro         | Laghi                   | svincolata |
| P        | Alessia Piazza     | Pink Sport Time         | definitivo |
| D        | Laura Perin        | Pordenone               | definitivo |
| D        | Maruša Sevšek      | Olimpia Lubiana         | definitivo |
| D        | Giada Tomasi       | Pordenone               | definitivo |
| D        | Elena Virgili      | Vittorio Veneto         | definitivo |
| D        | Nike Winter        | Austria Vienna/Landhaus | definitivo |
| C        | Francesca Blasoni  | Udinese                 | definitivo |
| C        | Federica Cavicchia | Zurigo                  | definitivo |
| C        | Siojli Pugnetti    | Pordenone               | definitivo |
| A        | Sofia Del Stabile  | Pordenone               | definitivo |
| A        | Emma Errico        | San Zaccaria            | definitivo |
| A        | Caterina Ferin     | Pordenone               | definitivo |
| A        | Maria Zuliani      | Pordenone               | definitivo |

| Cessioni | Cessioni           | Cessioni        | Cessioni    |
| R.       | Nome               | a               | Modalità    |
| -------- | ------------------ | --------------- | ----------- |
| P        | Matilde Copetti    | San Zaccaria    |             |
| P        | Serena Ferroli     |                 | svincolata  |
| D        | Roberta Filippozzi |                 | svincolata  |
| D        | Michela Martinelli | Vittorio Veneto | definitivo  |
| D        | Nicole Peressotti  |                 | svincolata  |
| D        | Federica Veritti   | San Zaccaria    |             |
| C        | Michela Catena     |                 | svincolata  |
| C        | Giulia Cotrer      | Empoli          | definitivo  |
| C        | Alessandra Dri     | Roma CF         | in prestito |
| C        | Federica Tortolo   |                 | svincolata  |
| C        | Alessia Tuttino    |                 | svincolata  |
| A        | Paola Brumana      |                 | svincolata  |
| A        | Lana Clelland      | Fiorentina      | definitivo  |

### Operazioni esterne alle sessioni
| Acquisti | Acquisti          | Acquisti | Acquisti   |
| R.       | Nome              | da       | Modalità   |
| -------- | ----------------- | -------- | ---------- |
| P        | Anna Rosa Buhigas |          | definitivo |
| A        | Heidi Kollanen    |          | definitivo |

| Cessioni | Cessioni | Cessioni | Cessioni |
| R.       | Nome     | a        | Modalità |
| -------- | -------- | -------- | -------- |

### Sessione invernale
| Acquisti | Acquisti          | Acquisti        | Acquisti   |
| R.       | Nome              | da              | Modalità   |
| -------- | ----------------- | --------------- | ---------- |
| A        | Chiara Pasqualini | Pink Sport Time | svincolata |

| Cessioni | Cessioni     | Cessioni        | Cessioni   |
| R.       | Nome         | a               | Modalità   |
| -------- | ------------ | --------------- | ---------- |
| D        | Laura Perin  |                 | svincolata |
| D        | Giada Tomasi | Vittorio Veneto | svincolata |

## Risultati

### Serie A

#### Girone di andata
| Arbitro: | Stefano Campagnolo (Bassano del Grappa) |

|               |           |  |
| Mascarello 4’ | Marcatori |  |

| Arbitro: | Emanuele Bracaccini (Macerata) |

|                             |           |                       |
| Bartoli 80’ Simonetti 90+1’ | Marcatori | 60’ Eržen 65’ Zuliani |

| Arbitro: | Dario Duzel (Castelfranco Veneto) |

|  |           |                                |
|  | Marcatori | 36’ Stracchi 80’ Pellegrinelli |

| Arbitro: | Alessandro Munerati (Rovigo) |

|            |           |  |
| Thaisa 87’ | Marcatori |  |

| Arbitro: | Stefano Nicolini (Brescia) |

|                           |           |                 |
| Errico 9’ Camporese 90+5’ | Marcatori | 68’ (rig.) Piro |

| Arbitro: | Luca Bergamin (Castelfranco Veneto) |

|                          |           |  |
| Philtjens 32’ Guagni 76’ | Marcatori |  |

| Arbitro: | Giuseppe Vingo (Pisa) |

|           |           |              |
| Ferin 86’ | Marcatori | 16’ McSorley |

| Arbitro: | Francesco Croce (Novara) |

|                               |           |                                  |
| De. Mascanzoni 49’ Pirone 75’ | Marcatori | 57’ Ferin 61’ Kollanen 81’ Eržen |

| Arbitro: | Giuseppe Rispoli (Locri) |

|                                         |           |               |
| Bonassi 6’ (aut.) Bardin 61’ Pasini 74’ | Marcatori | 11’ Camporese |

| Arbitro: | Daniele Virgilio (Trapani) |

|  |           |                  |
|  | Marcatori | 20’, 31’ Girelli |

| Arbitro: | Nana Frank Tchato Loic (Aprilia) |

|                                        |           |                                   |
| Salvatori Rinaldi 40’ Vicchiarello 75’ | Marcatori | 27’ Eržen 48’ Kollanen 50’ Frizza |

#### Girone di ritorno
| Arbitro: | Gabriele Restaldo (Ivrea) |

|                                        |           |                               |
| Barcella 5’ Zamboni 17’ L. Merli 45+1’ | Marcatori | 56’ Ferin 78’, 88’ Pasqualini |

| Arbitro: | Antonino Costanza (Agrigento) |

|  |           |                                                                |
|  | Marcatori | 2’ Ciccotti 15’ Greggi 48’ Serturini 72’ Pugnali 85’ Simonetti |

| Arbitro: | Ilaria Bianchini (Terni) |

|                             |           |                        |
| Caccamo 5’ (rig.) Kelly 73’ | Marcatori | 35’ Ferin 75’ Kollanen |

| Arbitro: | Emanuele Bracaccini (Macerata) |

|           |           |                                                |
| Ferin 76’ | Marcatori | 22’ Thaisa 49’ Bergamaschi 66’ (rig.) Sabatino |

| Bitetto 9 febbraio 2019, ore 14:30 CET 16ª giornata | Pink Sport Time          | 0 – 0 referto | Tavagnacco | Stadio Antonio Antonucci\| Arbitro: \| Ivan Catallo (Frosinone) \| |
| Arbitro:                                            | Ivan Catallo (Frosinone) |               |            |                                                                    |

| Arbitro: | Carlo Rinaldi (Bassano del Grappa) |

|  |           |            |
|  | Marcatori | 7’ Bonetti |

| Arbitro: | Giorgio Bozzetto (Bergamo) |

|             |           |              |
| Fishley 40’ | Marcatori | 18’ Kollanen |

| Arbitro: | Marino Rinaldi (Messina) |

|                                                |           |                         |
| Camporese 53’ Kollanen 75’ Faccioli 83’ (aut.) | Marcatori | 64’ Fuselli 70’ Tarenzi |

| Arbitro: | Simone Galipo' (Firenze) |

|           |           |  |
| Eržen 71’ | Marcatori |  |

| Arbitro: | Alberto Ruben Arena (Torre del Greco) |

|                                             |           |  |
| Galli 11’ Aluko 21’, 35’ Girelli 66’, 90+1’ | Marcatori |  |

| Arbitro: | Andrea Calzavara (Varese) |

|                  |           |                                                       |
| Zuliani 15’, 72’ | Marcatori | 62’ Gnisci 90+1’ Salvatori Rinaldi 90+3’ Domenichetti |

### Coppa Italia
| Arbitro: | Di Marco (Ciampino) |

|                            |           |                                       |
| Quazzico 42’ Patterson 44’ | Marcatori | 5’ Mascarello 40’ Blasoni 55’ Zuliani |

| Arbitro: | De Angeli (Milano) |

|  |           |                                       |
|  | Marcatori | 2’, 8’ Aluko 56’ Bragonzi 58’ Girelli |

| Arbitro: | Bonacina (Bergamo) |

|                          |           |  |
| Bragonzi 35’ Cantore 72’ | Marcatori |  |

## Statistiche

### Statistiche di squadra
| Competizione | Punti | In casa | In casa | In casa | In casa | In casa | In casa | In trasferta | In trasferta | In trasferta | In trasferta | In trasferta | In trasferta | Totale | Totale | Totale | Totale | Totale | Totale | DR  |
| Competizione | Punti | G       | V       | N       | P       | Gf      | Gs      | G            | V            | N            | P            | Gf           | Gs           | G      | V      | N      | P      | Gf     | Gs     | DR  |
| ------------ | ----- | ------- | ------- | ------- | ------- | ------- | ------- | ------------ | ------------ | ------------ | ------------ | ------------ | ------------ | ------ | ------ | ------ | ------ | ------ | ------ | --- |
| Serie A      | 24    | 11      | 4       | 1       | 6       | 11      | 20      | 11           | 2            | 5            | 4            | 15           | 23           | 22     | 6      | 6      | 10     | 26     | 43     | -17 |
| Coppa Italia | -     | 1       | 0       | 0       | 1       | 0       | 4       | 2            | 1            | 0            | 1            | 3            | 4            | 3      | 1      | 0      | 2      | 3      | 8      | -5  |
| Totale       | -     | 12      | 4       | 1       | 7       | 11      | 24      | 13           | 3            | 5            | 5            | 18           | 27           | 25     | 7      | 6      | 12     | 29     | 51     | -22 |

### Andamento in campionato
| Giornata  | 1 | 2 | 3 | 4 | 5 | 6 | 7 | 8 | 9 | 10 | 11 | 12 | 13 | 14 | 15 | 16 | 17 | 18 | 19 | 20 | 21 | 22 |
| --------- | - | - | - | - | - | - | - | - | - | -- | -- | -- | -- | -- | -- | -- | -- | -- | -- | -- | -- | -- |
| Luogo     | C | T | C | T | C | T | C | T | T | C  | T  | T  | C  | T  | C  | T  | C  | T  | C  | C  | T  | C  |
| Risultato | V | N | P | P | V | P | N | V | P | P  | V  | N  | P  | N  | P  | N  | P  | N  | V  | V  | P  | P  |
| Posizione | 1 | 5 | 6 | 7 | 7 | 8 | 7 | 7 | 7 | 8  | 7  | 7  | 8  | 7  | 8  | 8  | 8  | 8  | 8  | 8  | 8  | 8  |

Legenda:

Luogo: C = Casa; T = Trasferta. Risultato: V = Vittoria; N = Pareggio; P = Sconfitta.

### Statistiche delle giocatrici
| Giocatore      | Serie A  | Serie A | Serie A     | Serie A    | Coppa Italia | Coppa Italia | Coppa Italia | Coppa Italia | Totale   | Totale | Totale      | Totale     |
| Giocatore      | Presenze | Reti    | Ammonizioni | Espulsioni | Presenze     | Reti         | Ammonizioni  | Espulsioni   | Presenze | Reti   | Ammonizioni | Espulsioni |
| -------------- | -------- | ------- | ----------- | ---------- | ------------ | ------------ | ------------ | ------------ | -------- | ------ | ----------- | ---------- |
| V. Benedetti   | -        | -       | -           | -          | -            | -            | -            | -            | -        | -      | -           | -          |
| F. Blasoni     | 16       | 0       | 0           | 0          | 2            | 1            | 0            | 0            | 18       | 1      | 0           | 0          |
| A. Bonassi     | 11       | -24     | 0           | 0          | 1            | -2           | 0            | 0            | 12       | -26    | 0           | 0          |
| A.R. Buhigas   | 4        | -6      | 0           | 1          | 2            | -4           | 0            | 0            | 6        | -10    | 0           | 1          |
| E. Camporese   | 20       | 3       | 4           | 1          | 2            | 0            | 0            | 0            | 22       | 3      | 4           | 1          |
| F. Cavicchia   | 13       | 0       | 1           | 0          | 1            | 0            | 0            | 0            | 14       | 0      | 1           | 0          |
| C. Cecotti     | 14       | 0       | 1           | 0          | 1            | 0            | 0            | 0            | 15       | 0      | 1           | 0          |
| F. Comacchio   | -        | -       | -           | -          | -            | -            | -            | -            | -        | -      | -           | -          |
| S. Del Stabile | 6        | 0       | 0           | 0          | 1            | 0            | 0            | 0            | 7        | 0      | 0           | 0          |
| E. Donda       | 10       | 0       | 2           | 0          | 2            | 0            | 0            | 0            | 12       | 0      | 2           | 0          |
| E. Errico      | 21       | 1       | 3           | 0          | 2            | 0            | 0            | 0            | 23       | 1      | 3           | 0          |
| K. Eržen       | 22       | 4       | 2           | 0          | 2            | 0            | 0            | 0            | 24       | 4      | 2           | 0          |
| C. Ferin       | 22       | 5       | 2           | 0          | 2            | 0            | 0            | 0            | 24       | 5      | 2           | 0          |
| C. Fracaros    | 7        | 0       | 1           | 0          | 1            | 0            | 0            | 0            | 8        | 0      | 1           | 0          |
| G. Frizza      | 22       | 1       | 1           | 0          | 2            | 0            | 0            | 0            | 24       | 1      | 1           | 0          |
| T. Gallo       | -        | -       | -           | -          | 1            | 0            | 0            | 0            | 1        | 0      | 0           | 0          |
| M. Grosso      | 1        | 0       | 0           | 0          | 2            | 0            | 0            | 0            | 3        | 0      | 0           | 0          |
| G. Iacuzzi     | 2        | 0       | 0           | 0          | 2            | 0            | 0            | 0            | 4        | 0      | 0           | 0          |
| H. Kollanen    | 15       | 5       | 2           | 0          | 3            | 0            | 0            | 0            | 18       | 5      | 2           | 0          |
| M. Mascarello  | 20       | 1       | 2           | 1          | 2            | 1            | 0            | 0            | 22       | 2      | 2           | 1          |
| S. Mella       | 16       | 0       | 1           | 0          | -            | -            | -            | -            | 16       | 0      | 1           | 0          |
| G. Milan       | -        | -       | -           | -          | 2            | 0            | 0            | 0            | 2        | 0      | 0           | 0          |
| F. Molinaro    | -        | -       | -           | -          | 1            | 0            | 0            | 0            | 1        | 0      | 0           | 0          |
| A. Moro        | 0        | 0       | 0           | 0          | -            | -            | -            | -            | 0        | 0      | 0           | 0          |
| C. Pasqualini  | 7        | 2       | 1           | 0          | 2            | 0            | 0            | 0            | 9        | 2      | 1           | 0          |
| L. Perin       | 0        | 0       | 0           | 0          | 1            | 0            | 0            | 0            | 1        | 0      | 0           | 0          |
| A. Piazza      | 8        | -13     | 0           | 0          | -            | -            | -            | -            | 8        | -13    | 0           | 0          |
| E. Polli       | 4        | 0       | 0           | 0          | -            | -            | -            | -            | 4        | 0      | 0           | 0          |
| S. Pugnetti    | 1        | 0       | 0           | 0          | -            | -            | -            | -            | 1        | 0      | 0           | 0          |
| M. Sevšek      | 2        | 0       | 0           | 0          | 0            | 0            | 0            | 0            | 2        | 0      | 0           | 0          |
| G. Tomasi      | 0        | 0       | 0           | 0          | -            | -            | -            | -            | 0        | 0      | 0           | 0          |
| E. Virgili     | 6        | 0       | 0           | 0          | 1            | 0            | 0            | 0            | 7        | 0      | 0           | 0          |
| N. Winter      | 7        | 0       | 1           | 0          | 2            | 0            | 1            | 0            | 9        | 0      | 2           | 0          |
| G. Zhou        | -        | -       | -           | -          | 1            | 0            | 0            | 0            | 1        | 0      | 0           | 0          |
| M. Zuliani     | 19       | 3       | 1           | 0          | 1            | 1            | 0            | 0            | 20       | 4      | 1           | 0          |